# الکس مک‌دونالد (بازیکن فوتبال، زاده ۱۹۹۰)
الکس مک‌دونالد (انگلیسی: Alex MacDonald؛ زادهٔ ۱۴ آوریل ۱۹۹۰) بازیکن فوتبال در پست مهاجم اهل اسکاتلند است.

## باشگاهی
از باشگاه‌هایی که در آن بازی کرده‌است می‌توان به باشگاه فوتبال برنلی، باشگاه فوتبال فالکیرک، باشگاه فوتبال پلیموث آرگیل، باشگاه فوتبال بارتون آلبیون، و باشگاه فوتبال بارتون آلبیون، و باشگاه فوتبال آکسفورد یونایتد اشاره کرد.